# Mielenge
Mielenge är en sjö i kommunen Gustav Adolfs i landskapet Päijänne-Tavastland i Finland. Sjön ligger 98,8 meter över havet. Arean är 53 hektar och strandlinjen är 8,29 kilometer lång. Sjön  ingår i Kymmene älvs huvudavrinningsområde.   Den ligger omkring 82 km norr om Lahtis och omkring 180 km norr om Helsingfors. 
I sjön finns ön Uodinsaari. Mielenge ligger sydväst om Iso-Paljo. 